# アキハバラ電脳組
『アキハバラ電脳組』（アキハバラでんのうぐみ、CYBER TEAM in AKIHABARA）は、1998年4月4日から9月26日までTBS系列で放送された日本のテレビアニメ。全26話。
1999年8月14日には劇場版アニメ『アキハバラ電脳組 2011年の夏休み』（アキハバラでんのうぐみ にせんじゅういちねんのなつやすみ）も公開された。

## 概要
そのタイトルのとおり、秋葉原を舞台にしており、キャラクターの苗字には駅名、名前には鳥類の名前が使われている。キャラクターの見た目とは裏腹に比較的真面目な設定や難解なセリフも多い。放送前の段階では内容が伏せられており、第1話の終盤において、ディーヴァが登場することで初めて明確なバトル要素を持った作品であることが明らかになった。
テレビ放送前に『アキハバラ電脳組 パタPi』、6月にはTBSラジオで番組で語られる謎について語るラジオスペシャル、ラジオドラマも放送された。
作画に関してはビデオ・LD・DVD発売の際に一部スタッフ交代も含めて大幅に修正され、中には作画監督、原画担当が全て変更された回も存在する。その後の再放送の際には修正されたものが使用されている。また、同様に下請けに委託していた第11話にはそもそも作画監督が存在せず、リテイク時に新たに追加されている。

## あらすじ

### テレビシリーズ
2010年。アキハバラ第参中学校の新1年生・花小金井ひばりは夢に出てくる白い王子様から電脳ペット・パタPiを与えられた。ひばりはそのパタPiをデンスケと名付けるが謎の女・ブラッドファルコンにデンスケを狙われてしまう。追い詰められるひばりだったがデンスケが機動女神ディーヴァのアフロディーテに変身したことで難を逃れる。
その後もブラッドファルコンや彼女の仲間のデスクロウやダークピジョン。上司にして、白い王子と瓜二つの黒い王子にデンスケを狙われるひばりだったが桜上水すずめのパタPi・フランチェスカと東十条つぐみのパタPi・テツローもディーヴァのヘスティアとアテナに変身し、敵を退ける。これにより、ひばりたちはチーム・アキハバラ電脳組を結成した。その後の戦いで泉岳寺かもめと彼女のパタPi・ビリケンのディーヴァ・アンフィトルテ、大鳥居つばめと彼女のプティアンジュのディーヴァ・エリヌースも仲間に加わる。さらにひばりとつばめはパタPiとの霊気融合により、自身もディーヴァとなることが可能になった。
やがて、電脳組はこの戦いの真実を知っていく。黒い王子の正体は竜ヶ崎鷹士。アキハバラ第参中学校の校長・竜ヶ崎鷲羽の息子にして、白い王子・クレイン・バーンシュタイクのクローンだった。事の起こりは500年前。鷲羽の正体であるクリスチャン・ローゼンクロイツ、サンジェルマン伯爵であるシゴーニョの2人は、クレインと共に秘密結社薔薇十字団を結成。科学の力で世界を治めようとしていた。しかし、科学が戦争で多くの犠牲を出したことから、クレインはプリムム・モビーレで眠りについてしまう。クレインのことを諦めきれないローゼンクロイツとサンジェルマンの2人は、クレインを地上に呼び戻すための準備として、パタPiを初めとした様々な発明品を作り、ディーヴァになれるパートナー・アニマムンディも覚醒させていったのだ。
ローゼンクロイツは鷹士やシゴーニョも犠牲とし、クレインと再会するがクレインの掌で動いていたにすぎず、不老不死でなくなったことにより、ローゼンクロイツは死亡する。
人類に愛想を尽かしたクレインはアニマムンディである電脳組に「165日後にまた迎えに来る」とだけ言い残して、プリムム・モビーレと共に一旦は去っていった。もしもクレインの要求が通らない場合、地球の文明は大打撃を受けることになる。電脳組は一度はクレインの要求を受け入れようとするが、それぞれの思いを胸にクレインに抗う道を選んだ。戦いの中、ひばりは理想の王子ではなく、わがままな1人の人間に過ぎなかったクレインを精神的に負かす。ひばりに拒絶されながらも彼女の強い意志に心動かされたクレインは世界の行く末をこの先何百年も何千年も見守るとだけ言い残し、宇宙に戻っていった。こうして秋葉原を中心に世界をも巻き込んだ少女たちの戦いには平和な日々が戻った。

### 劇場版
王子様の一件が過ぎ去ってから4か月後。ひばりたちは中学2年の1学期を終え、夏休みの準備に余念がなかった。そうした中で地球で再びプリムム・モビーレが確認され、アキハバラを中心とした地域に異変が発生し始めていた。度重なる断層発生や停電により都市機能は麻痺、日常生活を送ることさえ困難になってしまう。治安回復の責任を問われた警察は責任を逃れるため、4か月前にひばりたちがクレインと共に宇宙へ旅立たなかったことが原因と主張、因縁をつけられたひばりたちは全ての責任を押し付けられてしまう。
心無い警察のやり方に傷つきつつも、自分たちの住む街が困っているのを見過ごせないひばりたちは宇宙へ出てプリムム・モビーレに到着。就寝中のクレインがホラー映画を見せられていたことで悪夢にうなされていることを知る。地球の異変はクレインの願いを具現化するプリムム・モビーレのメインコンピュータアビゴールがクレインの悪夢を読み取ったことが原因であり、アキハバラ電脳組の活躍によりアビゴールは破壊されプリムム・モビーレの暴走はとまった。地球を救ったひばりたちは秋葉原へと帰還する。
公開時のキャッチコピーは“日常が崩壊する”だった。

## 登場人物

### アキハバラ電脳組のメンバー
花小金井ひばり（）
声 - 島涼香
本作の主人公でアキハバラ第参中学校1年生。12歳。身長139cm→142cm（劇場版）。 体重32kg。3月3日生まれ。血液型O型。一人っ子。
つばめが登場するまで子供扱いされる程に子供っぽい外見と性格に加え、少しナルシストでドラマのような恋に憧れている。その一方、人懐っこい性格で誰とでも友だちになろうとし、みんなを大切にしようとする優しさを持つ為、電脳組の良き中和剤。
夢のなかに現れる白い王子よりパタPiを貰い、流産した弟のために考えていた「デンスケ」の名を与えた。
仲間との交流や薔薇十字団との戦いを経て、成長していき、白い王子であるクレインとの戦いでは「わたしの13年は、あなたの100年になんか負けてない」と言い放つ。
劇場版では白い王子を等身大の人物とし、人間愛へと変化している。
漫画版ではナルシストな一面はあまり見られず優しさと無邪気さは変わらないが、アニメよりも少し落ち着いた性格に描かれている。
桜上水すずめ（）
声 - 吉住梢
アキハバラ第参中学校1年生。13歳。身長151cm→155cm（劇場版）。体重36kg。7月7日生まれ。血液型B型。すずみ、すずな、すずりという名の姉がいる4人姉妹の末っ子。
ひばりとは同じ助産院時代からの親友であり、大手重工企業の娘。語尾の「でございますですわ」というような変な丁寧語が特徴であるが感情の起伏が激しく罵詈雑言が多い。相当の負けず嫌いでディーヴァ召喚もひばりとデンスケへの嫉妬心によるものであり、ローゼンクロイツとしても予期せぬ召喚の仕方であった。ひばりを大切に思うあまり、急激に仲を深めたつばめに対して意地悪をすることもあった。
常に強気の態度をとっているが父親が多忙なことと本人曰く「駄目な姉たち」に代わり、自分が何とかしなければと思っている節があり、そのために末っ子だが、しっかりしたところが見られる。
漫画版では激しい部分は一切なくなっており、少々大人しく天然な性格に描かれている。
東十条つぐみ（）
声 - 浅川悠
アキハバラ第参中学校1年生。13歳。身長159cm→162cm（劇場版）。体重39kg。5月5日生まれ（電脳組では一番誕生日が早い）。血液型A型。一人っ子。
ボーイッシュな外見が表すようにさばさばとした性格で喋り方も男っぽく、一人称も「俺」。両親が格闘家であることと実家が道場であるから格闘技が得意。
3年前に友達との遊びを優先して、稽古をサボったことを父に叱られ、家を飛び出した際、アイドルの歌に勇気付けられたことから、自分もアイドルになることを夢見るようになり、はとこに憧れている。
劇場版では歌謡大会と武道の大会を同時にこなしていた。
漫画版では最初からひばりとすずめの友達であり、デンスケを王子様から貰ったひばりのことを少し羨ましがっていた。
泉岳寺かもめ（）
声 - 長沢美樹
アキハバラ第参中学校1年生。13歳。身長155cm→159cm（劇場版）。体重37kg。11月11日生まれ。血液型AB型。一人っ子。
大阪からの転入生でイタリア人の血を引くクォーター。第7話から登場。
関西弁で喋り、大阪を誰よりも誇りに思っている。お金のことにはシビアな上、友達相手に商売をしようとすることも。電脳組一の巨乳を装っているが実は詰め物をしており、本当は電脳組一の貧乳。劇場版では念願のバストアップに成功。
彼女がお金に拘る理由。それは幼い頃に父親が事業に失敗して離婚し、当時住んでいた家を追い出され、その家を自力で取り戻すためであった。最終的にはクレインの要求に対する政府の懇願を利用して、見舞い金を集め、それで家を取り戻すことに成功。
祖父であるシマ福郎からディーヴァのことを聞かされていた為、ディーヴァとなったビリケンをアンフィトルテと呼び、最初からパタPiと区別して呼んでいた。
劇場版では大阪に帰り、自分でたこ焼き屋を営業。事件解決の為、再びアキハバラに赴く。
大鳥居つばめ（）
声 - 林原めぐみ
アキハバラ第参中学校1年生。13歳。身長130cm→134cm（劇場版）。体重28kg。6月6日生まれ。血液型O型。一人っ子。
フランスからの転入生で小学生と見間違えるほどに幼い容姿をしている。寡黙で無表情かつ毒舌家だが、その内面に感情を押し殺している。常に孤独で愛を知らずに育った為、周囲と協調することができず、相手を痛めつけることを遊びと称し冷酷さが際立っていた。テレビシリーズと劇場版とでは髪の色が微妙に異なる。
実は鷹士と同じ時期に創られたクローンであり、鷹士とは兄妹みたいなもの。薔薇十字団のシゴーニュに育てられるが幼い頃に愛情を欲したものの与えられることはなかったことから感情を押し殺すようになってしまっていた。
当初は薔薇十字団の一員として活動し、ひばりたちを苦しめるも霊気融合したひばりに敗北したことで初めての挫折を経験。ひばりの家族を通して、愛情を知り、自分に欠けていたものを持つひばりに対し、初めて孤独であった心の内をぶつける。薔薇十字団脱退後はひばりの家に引き取られ、ハルピュイアの襲撃の際に初めて人を守るために力が欲しいと願い、ひばりに続いて、霊機融合を果たす。
漫画版では最終話近くに登場し、クレインのクローンという点は変わらないが鷹士と同じアンドロイドなのか、人間なのかは明確に書かれておらず最終的に経緯が書かれないまま、ひばりたちの友人になっている。

### アキハバラ電脳組メンバーのパタPi
パタPiとは近未来であるアキハバラを中心に女子学生の間で流行っている電脳ペットである。自分のパートナーとして育てることが出来、様々なパーツでカスタマイズすることができるため、アキハバラではパタPiショップが数多く存在する。パタPiはクレイン・バーンシュタイクが基本設計を行い、アニマ・ムンディに適応する脳波をプリムム・モビーレへ送信する役割を持たせている。竜ヶ崎鷲羽となったローゼンクロイツの野望によりアキハバラ商工会を介して日本中で売られている。
デンスケ
声 - 新谷恵
ひばりのパタPi。白い翼を持っている。白い王子様からもらったのだが当初はバッタモンと勘違いされた。ひばりと共にパタPiコンテストに出場しようとした際には発売したての基本装備であることに笑われている。性格はひばりに似てドジな所も。言葉をしゃべることはできなかったが、第20話にて一言だけ「ホットケーキ」と初めて言葉をしゃべった。鳴き声は「ピィー」。「デンスケ」という名前は、ひばりが本来産まれてくるはずだった弟につけようと考えていた名前と同じもの。全高28cm、体重1.4kg。
フランチェスカ
声 - 堀江由衣
すずめのパタPi。本名は“フランチェスカ・レオポルド・クラシック・ルノアール・ザンハッサ三世Jr.”。徹底的にチューンアップされており、攻撃用の小型ミサイルまで備えている。また多くの言葉をしゃべることができる。過度なカスタマイズのせいで視力が悪くなっており、いつもめがねをかけている。全高30cm、体重2.2kg。
テツロー
声 - くまいもとこ
つぐみのパタPi。力自慢である共に頭にマイクを備える。マイクは普段はブースターであり飛行能力がある。その火で線香花火の火をつけたこともある。鳴き声は「グウ」。全高29cm、体重1.7kg。
ビリケン
声 - 水田わさび
かもめのパタPi。持ち主に似て金には細かい。貯金箱や小銭を探知する機能もある。「もうかりまっか」が口癖で、フランチェスカと同様にしゃべることができる（ただし関西弁になる）。全高29cm、体重2.1kg。
プティアンジュ
声 - 鶴ひろみ
つばめのパタPi。他のパタPiと違い紫色でピンク色の翼を持っている。攻撃能力が高く、その翼は鉄でも切り裂く。なんでも口に入れる癖があり、デンスケが被害にあうことがよくある。性格は意外と主人想い。普段は「むに〜」としか鳴かないが、時々言葉を話す。

### ディーヴァ（機動女神）
薔薇十字団のテクノロジーで開発された女性型機動兵器。動力はアイテールと呼称されているがニュートリノのことで半永久的に動作することが可能。身長は220cm前後。それぞれの名称には、ギリシア神話の女神の名が付けられている。
アニマ・ムンディ（ラテン語で「世界の魂」という意味）と呼ばれる少女たちの意志・感情がキーとなり、それぞれの持つパタPiを通じて召喚命令が発動、宇宙空間に存在する白い王子＝クレインの城（プリムム・モビーレ）から瞬間転送される。その姿は召喚者である各アニマ・ムンディがそのまま大人になった姿をしている。召喚時はパタpiが各アニマ・ムンディと瓜二つの姿にして全裸の状態に変化して出現した後、急成長を遂げて、全ての防具のアンダーウェアとなる黒いスーツが装着され、そこから鎧が装備されることで召喚が完了する。
元々は、ローゼンクロイツが人間と機械を融合した新人類の器として設計した物で、ディーヴァと一体化（霊機融合）した人間は、ナノマシンにより食事や呼吸などをしなくて済む。また、老いで死ぬこともなく、未来永劫生き続けられることが可能。
アニマ・ムンディとディーヴァの精神がリンクすることでアニマ・ムンディとディーヴァが一体化（霊機融合）することが可能となる。霊機融合の際には最初は首から下の服がナノマシンにより分解されなくなり、次に頭部のアクセサリーがなくなり、完全に裸体となった後、通常のディーヴァ同様のプロセスで変身。テレビシリーズではひばりとつばめだけのみが行えたが劇場版ではすずめたちも霊気融合を行うことができた。また、劇場版では舞台が宇宙ということもあって、バイザーが顎下のパーツに接続するまで延長されている。また、霊機融合解除の際は、ナノマシンにより急成長を遂げた身体や分解された服やアクセサリーは、再構成され元に戻る。
コミック版では、アフロディーテ以外の4体のディーヴァはプリムム・モビーレの管制コンピューターという設定となっている。
アフロディーテ
ひばりのディーヴァ。ボディーカラーは桃色。
高速戦闘型で背中には白い翼を持つ。武器は手刀。霊機融合前と後で顔の印象の差（特に眼つき）が大きい。2本のテール状パーツがヘルメット後部（ちょうどうなじの上あたり）に付いている。アフロディーテの召喚シーンはエリヌース以外のディーヴァの召喚シーンにも用いられている。
コミック版では他の4体のディーヴァを統括する役割を担っていたが、クリスチャン・ローゼンクロイツの方針に反対したがため彼に殺害されてしまっている。
ヘスティア
すずめのディーヴァ。ボディーカラーは紫。
防御型で斥力場フィールドのシールドを持つ。その発生器は通常は背中にあり、前面展開時には左腕に装着されるのだが霊機融合時には溶解液を包んでお手玉という芸当もこなしている。頭部両脇にビーム砲二門装備。
コミック版ではプリムム・モビーレの防御力をコントロールしている。
アテナ
つぐみのディーヴァ。ボディーカラーは赤。
パワー型で霊機融合前は金属的な飛行ユニットを装備しているが霊気融合後はアフロディーテらと似た基部の炎の翼になる。アフロディーテでは髪のようになびくテールパーツにあたる位置にスティック状の円筒パーツを装備している。小説版では電信柱を引っこ抜いて投げつけるという攻撃も行った。
コミック版ではプリムム・モビーレの攻撃力をコントロールしている。
アンフィトルテ
かもめのディーヴァ。ボディーカラーは緑。
背中にビームチェーンソーを装備し、遠距離でもチェーンソーからビームを撃てる。その際には普段はカバーに覆われているフォアグリップも使用。
コミック版ではプリムム・モビーレの情報処理をコントロールしている。
エリヌース
つばめのディーヴァ。ボディカラーは紫と暗赤色。
アフロディーテの姉妹機で両腕にはブレードを装備し、斬撃のようなエネルギーを放つ攻撃も可能。機動速度にも優れる。ヘルメットから伸びる2本のテール状のパーツはつばめの髪型が反映され、頭部両脇前向きについており、色・ブレードと共にアフロディーテとの大きな差異となっている。翼の色は霊気融合前は黒で霊気融合後は灰色。ディーヴァの中では唯一召喚シーン（変身バンク）が描かれず、霊気融合のシーンもアフロディーテのものとは異なるものが描かれた。
コミック版ではプリムム・モビーレのエネルギー供給をコントロールしている。
ハルピュイア
量産型ディーヴァ。ボディーカラーは灰色。
始まりのディーヴァと呼ばれており、自我はなく、マネキンのような顔をしている。アフロディーテたちのように特化した能力はないが量産型であることを活かしての物量戦を得意とする。
鷲羽の秘書が変身したハルピュイアは赤を基調としており、戦闘能力も高い。
クレインに操られた際のヘスティアとアテナとアンフィトルテもハルピュイアと同じマネキン状の顔になった。

### ローゼンクロイツ（薔薇十字団）
クリスチャン・ローゼンクロイツにより約500年前に結成された秘密結社。
主な構成員はローゼンクロイツ、シゴーニュ、クレインの3名であり、不老の力を持ち錬金術と科学の力を研究していた。現行より常に遙かに未来を行く科学力を有しており、ローゼンクロイツの最終目標は自らの科学力で世界をコントロールすることであった。
しかし、科学の力が間違ったことに使われていると感じ、人類に絶望したクレインが技術を持ち出し薔薇十字団を去ったことで計画は頓挫する。このことから、ローゼンクロイツはクレインを地上に呼び戻し、不老不死の肉体であるディーヴァとクレインの天才的な科学力を得るためアキハバラで暗躍を始めることとなった。
黒い王子 / 竜ヶ崎鷹士（）
声 - 関智一
クレインに瓜二つの仮面の少年。身長は雛子（168cm）と同じくらい。
じゅん、みやま、はとこをスカウトし、彼女たちからはシューティングスターと呼ばれて慕われている。使用アルヴァタールはサイクロプスで、物語後半では アポストルス「ルシファー」を装着。
表向きは竜ヶ崎校長の息子とされているが、その正体はクレイン（白い王子）のクローン。本人は気づいていないが、鷲羽によって、鷲羽のためだけに生きるように設定されており、鷲羽から見捨てられたことに絶望し、暴走することを前提に育てられていた。
鷹士はクレインを執拗に追い続ける鷲羽に息子として、自身の存在を認めさせるために働いていたが電脳組がアニマ・ムンディとして覚醒し、ひばりが霊機融合を果たしたことで利用価値がなくなり、鷲羽に捨てられて絶望する。以降、薔薇十字団のために育てられた近い境遇のつばめに対し、自分のために行動しろと言い残した後、じゅんたちにシューティングスターとしてではなく、素顔の鷹士として接し、今までの態度を謝罪。もし、生まれ変われたら彼女たちを必ず愛すると約束。彼女たちと共に自身の存在を賭け全てを投げ打ち、電脳組に最後の戦いを挑み、捨て身の猛攻でついに電脳組を追い詰めるが勝利目前で鷲羽の目論見により自壊して力尽きる。
最終回エピローグでつばめにそっくりの少女（鷹士曰く「僕のアニマ・ムンディ」）と共に旅をしている姿が描かれた。
漫画版では、クレインのスペアとして作られたアンドロイドという設定でひばりたちと敵対しているのはアニメと変わらないが、最終的には和解。クレインを「クレイン兄さん」と呼び跡を継ぐ意思を見せた。
白い王子 / クレイン・バーンシュタイク
声 - 山口勝平
ひばりにパタPiを授けた少年であり、薔薇十字団初期メンバーの1人。身長は雛子（168cm）と同じくらい。
エジソンの研究所から飛び出し、道端で飛行機の設計をしていたところをクリスチャン・ローゼンクロイツに才能を見込まれ、薔薇十字団に入る。機械工学に長けており薔薇十字団の科学力は彼によって生み出されている物が多い。だが、第一次世界大戦で科学が大量虐殺に使われるのをみて人類に絶望。人類初の有人人工衛星プリムム・モビーレで宇宙に脱出、アニマ・ムンディを待つ眠りに入った。この際に薔薇十字団に彼が貢献していた技術のほとんど全ての研究資料も持ち去ってしまったことが全ての因縁に繋がってしまう。
長き眠りに入った後はローゼンクロイツが自分を地上に呼び戻すため、ディーヴァに適応する純粋な心を持ったアニマ・ムンディを見つけて覚醒させることすらも計算して94年間待ち続けていた。クレインの目的は純粋な心を持つアニマ・ムンディを連れて絶望した地球から離れることであった。次元転送により必要な物資も地球から取り寄せ放題な状態にあったため、クレインが抜けた後の薔薇十字団の技術発展もクレインには筒抜け状態であった。
アキハバラにプリムム・モビーレで降臨した後、政府に対し5カ月後にこの目的を叶えられない場合、世界規模の電磁パルスを引き起こすと脅しをかける。鷲羽と初めて出会った頃の純真さはもはや失っており、常に笑顔を浮かべつつ実際は非常に冷酷な存在となっていた。エリキシルの効果が薄れ急激な老化に耐えられなくなる鷲羽のタイムリミットを正確に計算した上で鷲羽と再会、彼を歓迎するふりをして油断させタイムリミットが訪れるタイミングで彼への協力を拒絶する。老化に苦しむ鷲羽を笑顔で見守り、怒り狂う鷲羽による銃弾も次元転送で封印、全てに絶望し自害しようとする鷲羽にそれさえも許さず最期まで苦しめて消滅させた。
5カ月後、プリムム・モビーレに来ることを電脳組に強要するが拒絶される。世界に希望を持ち続けるひばりたちの気持ちや自身の暴走を止めようとする固い決意、また電脳組のパタPiへの愛に呼応したディーヴァが意志を持ってプリムム・モビーレを逆行させ地球から離れていく姿を見て、敗北を悟り再び長い眠りにつく。
ローゼンクロイツやシゴーニュに対し、仲間意識を持っていたもののローゼンクロイツが人類を支配できるほどのハイパーテクノロジーを目指していた反面、クレインは人類が科学を悪用できないよう原始の地球へ戻すべきだと考えていた為、相容れることはなかった。
漫画版では、鷲羽の作ったアンドロイドという設定で鷲羽のことを「父さん」と呼び慕っていた。
竜ヶ崎鷲羽（） / クリスチャン・ローゼンクロイツ
声 - 鈴置洋孝
普段はアキハバラ電脳組のメンバーが通うアキハバラ第参中学校の校長だが、正体は秘密結社薔薇十字団のクリスチャン・ローゼンクロイツ。
パラケルススの弟子であった彼は不老長寿の妙薬エリキシルにより約500年の間生き続け、錬金術とハイパーテクノロジーにより、愚かな世界をコントロールすることが目的としていた。そのために欠かせないクレインの科学力と完全なる不老不死の身体を求めて、クレイン(メタトロン)を地上に呼び戻そうとしており、クレインが眠る人工衛星のプリムム・モビーレを起動させるスイッチとしての役割を持つディーヴァに適応する純粋な心を持つ5人のアニマ・ムンディを探していた。ディーヴァを出現させるためにアキハバラ商工会を通じてパタPiを広く流通させ、アニマ・ムンディとしての適正がある少女を見つけるため息子である鷹士を使いアキハバラの街で暗躍していた。校長の姿の際には壮年の男性の姿をしているが、実際の容姿は美青年。
プリムム・モビーレが降臨した際、悲願であったクレインと再会する。しかし、決別前と変わらず、クレインに世界をコントロールする野望を持ちかけるが再び拒絶され、また自身の長年の暗躍もクレインの計算の内であり、クレインの望みのための手駒として動かされていたに過ぎなかったことを知り激高。科学文明を崩壊させようとするクレインを阻止すべく隠し持っていた銃もクレインの次元転送により封印されてしまう。クレインを殺すことも自ら命を絶つことも叶わず、エリキシルの効果が薄れ、急激な老化に耐えられず、最期まで苦しめられながら死亡する。
息子として育てた鷹士や旧友のシゴーニュを捨て駒としたが、クレインとの会話の際に「君に会うために、鷹士やシゴーニュを犠牲にしたんだぞ」と激高したことから、鷹士とシゴーニュへの情は一応はあったことが窺える。
漫画版では、校長という点は変わらないが天才的な科学者で、パタPiやクレインたちの産みの親の設定。
プロフィール設定はない。
ブラッドファルコン / 豪徳寺じゅん（）
声 - 本多知恵子
シューティングスターの親衛隊の1人。普段はOL（2年目）として働いている。21歳。身長175cm。体重61kg。5月15日生まれ。血液型B型。
3人の中では最年長であり、そのこともあってか、リーダー格として振る舞う。
使用アルヴァタールはケルベロスで、物語後半では、アポストルス「アシュタロス」を装着した。
後に彼女たちは薔薇十字団を脱退。アキハバラ電動しびれ組を結成。シューティングスターから渡された、電磁誘導式ホーミングカノン（通称：ズババン砲）を使い、電脳組を援護した。
漫画版ではシューティングスターではなく、鷲羽に惚れている描写が出ている。
デスクロウ / 祖師谷みやま（）
声 - 玉川紗己子
シューティングスターの親衛隊の1人。牛乳瓶の底のようなメガネをかけた（戦闘時などには眼鏡は外している）の女性。大学3年生。20歳。身長171cm。体重56kg。9月19日生まれ。血液型AB型。
言動はかなり鈍く、セリフに文学的表現が多い。類似する表現を連発したりして止められたり、片思いの相手を見るために店に通ったりしたことも。一応メンバー1の知能派である。
使用アルヴァタールはスケルトンで、物語後半ではアポストルス「アスモデウス」を装着した。
ダークピジョン / 代官山はとこ（）
声 - かかずゆみ
シューティングスターの親衛隊の1人。デビュー曲「恋しましょ粘りましょ」が社会現象とも言える大ヒットした、芸歴1年目の人気アイドル。17歳。身長168cm。体重51kg。8月18日生まれ。血液型O型。
かなり軽い性格であり、他の2人をオバサン扱いする。
使用アルヴァタールはコカトリスで、物語後半ではアポストルス「ベルゼブブ」を装着した。
劇場版では新曲を披露。作戦中でも仕事へ行くために抜けてしまうなどの相変わらずの売れっ子ぷりだが、劇場小説版では本編にかかわっておらず「一発屋のバラドル」として罰ゲームで世界各地に飛ばされている。
漫画版には未登場。
シゴーニュ・ラスパイユ（サンジェルマン伯爵）
声 - 喜多川拓郎
薔薇十字団初期メンバーの1人で元詐欺師。
つばめの育ての親であるが、つばめに弱いことを罪と教え、愛情を注がないことで冷徹で好戦的なアニマ・ムンディとして育て上げた。
プリムム・モビーレが地上に降臨した際に追い詰められたローゼンクロイツにアポストルスにされ、後のことを託し、霊機融合したひばりと戦闘し敗北する。5カ月後、ロンドンへ出国。その際に空港のテレビに流れたつばめの姿を見つめていた。
秘書
声 - 鶴ひろみ
鷲羽の秘書。本名不明。
つばめが離反した後、ハルピュイアとなり、電脳組の前に姿を現す。最終決戦ではエリヌースと互角の戦いを繰り広げるが、事切れた鷲羽の気配を感じ取り、エリヌースの攻撃をあえて受け、後を追うように死亡する。なお、アニマ・ムンディ以外での女性では霊気融合が描かれた唯一のキャラクターである。

### アルヴァタール
薔薇十字団のサイボーグ兵器。杖状のポインターを地面に突き立てることで転送される。初期型・強化型・最終進化型のバリエーションがあり、初期型は最終戦（プリムム・モビーレ降下時）に量産投入、最終進化型はプリムム・モビーレで運用された。
ケルベロス
ブラッドファルコンのアルヴァタール。シリンダー回転式の頭部とビーム砲、怪力が特徴。強化型は回転の代わりに伸縮式に変更され、頭部形状は統一、すべてにビーム砲を装備している。最終型は四肢が特に進化し鎖出刃包丁を振るう。最終戦に808体投入され、自衛隊の90式戦車と交戦しビーム砲で一掃した。
スケルトン
デスクロウのアルヴァタール。スライムのような柔らかい体が特徴。最終型は腹部に顔が追加され、溶解液を撒き散らす。半月刀を装備している。ヘスティアのフィールドが天敵。最終戦の量産型は瞬く間に倒された。
コカトリス
ダークピジョンのアルヴァタール。唯一飛行可能な鳥型アルヴァタールだったが、最終型ではその様相が一変している。

### アポストルス
薔薇十字団では禁断の力と呼ばれるパワードスーツ。装着者は胸部中央にはめ込まれる形となる。
アシュタロス
ブラッドファルコンの装着するアポストルス。女性型で、ちょうど乳首に当たる部位にビーム砲を装備している。
アスモデウス
デスクロウの装着するアポストルス。女性型で、爪に特殊な刃を発生させ、あらゆるものを切り裂く。
ベルゼブブ
ダークピジョンの装着するアポストルス。女性型で、デフォルメされた鳥のような自立ユニットを二基装備している。ピジョンはそれに愛称をつけ、ちゃん付けでよんでいる。
ルシファー
シューティングスターの装着するアポストルス。唯一の男性型で、手持ち武器を装備している。使うのは黒い剣。さらにアシュタロスと同様のビーム砲も装備している。

### 電脳組の関係者
花小金井雛子（）
声 - 鶴ひろみ、玉川紗己子（第1話のみ）
ひばりの母親で某外資系企業のエンジニア。3月23日生まれ。血液型O型。
家庭的で優しく、ひばりにとっての理想の母親。
ひばりと一緒に作ったホットケーキがつばめの冷たい心を溶かすきっかけになり、つばめも雛子のことを慕うようになり、ひばりがクレインに抗う決意を固めたのも母が見せた涙がきっかけだった。
花小金井トキ次郎（）
声 - 鈴木琢磨
ひばりの父親で作業用ロボットの設計技師。12月12日生まれ。血液型A型。和食党。
愛車はUP20型トヨタ・パブリカ800でエアコンはないが三角窓が開く。
娘のひばりを溺愛しているが、当のひばりには相手にされていないことも。
すずめの父
すずめの父親で大手重工企業を経営。
多忙な日々に加え、すずみ曰く「秘書の女性と不倫関係」にあるらしい。その為、子供たちからは嫌われているものの子供たちへの愛情がないわけではなく、すずめの授業参観に出席した。
桜上水すずみ（）
すずめの姉で桜上水姉妹の長女。
6年前、父がピアノの発表会に来てくれないことに不貞腐れるすずめに父が来ない本当の理由を語ると同時に「あんたも他の姉妹と同じように好きにすれば良い」と告げる。
東十条鴨之助（）
声 - 飛田展男
つぐみの父親で東十条道場の主。
つぐみにとっては空手の師匠でもある。
東十条みさ子(魅紗子)（）
声 - かかずゆみ
つぐみの母親でプロレスラー。
ロザリオ・ミサというリングネームで活動しており、地方巡業ゆえに家にいないことが多い。
かもめの母
かもめの母親。
夫が授業に失敗した後、離婚し、女手1つでかもめを育てるも5年前に再婚。現在は妊婦でもある。
かもめの父
かもめの継父。
5年前にかもめの母と再婚し、2人を連れて、新しい家に引っ越す。かもめとの関係は良好な様子。
泉岳寺シマ福郎（）
声 - 緒方賢一、飛田展男（青年時代）
かもめの祖父でみみずく堂店主。
飛行帽がトレードマークのスケベ爺さんだが非常に頭は良く、機械工学に優れた才覚を発揮。しかしながら、怪しいアイテムを作ったりと微妙な点もある。愛車はホンダ・T360。
若い頃、航空工学を学ぶために米国に留学し、ローゼンクロイツと共同で研究を行い、鷲羽の野望や人智を超えたハイパーテクノロジーを知るも彼の思想についていけずに脱退する。
電脳組に真実を明かした後、彼女たちを本格的にサポート。
劇場版では、大阪におり、かもめの商売のサクラをしている。アキハバラに向かうことにしたかもめに霊気融合補助装置を持たせた。
北浦和うずら（）
声 - 西村ちなみ
ひばりの学校の同級生。12月12日生まれ。血液型B型。
貧乳であり、くびれの全くないウエストの女性が大好きで男嫌い。
当初はひばりにベタ惚れだったがパッドで底上げしていたかもめに転向。劇場版でかもめの胸が電脳組一のバストを誇るすずめに迫る勢い（本人談）で成長した後、新たに見つけたひばりより薄い胸のつばめにべた惚れになった。
劇中には登場しないものの物作りが上手い父親がおり、牛乳パックでうずら用のディーヴァ・コスチュームを作成。劇場版では、牛乳パック及び新聞紙製のグレネードランチャーを作成しており、本体の柔らかさとは裏腹に充分な破壊性能を誇る。
エノケン
声 - 堀江由衣
うずらのパタPi。名前は榎本健一に因むらしい。うずら好みの女の子を見つける能力があるとか無いとか。長い耳が特徴。

## 用語解説
パタPi(パタピー)
人工知能(いわゆるAI)を搭載した、2010年の近未来にて流行中のぬいぐるみのような電脳ペット。大きさは約20cmほど。パーツなども市販されているようで、自分好みの形にカスタマイズ出来る。
アニマ・ムンディ
巫女の意。機動女神ディーヴァを召喚する純粋な精神力を持つ少女たちのことを指す。
ホムンクルス
薔薇十字団が使用しているナノマシンで構成された生体兵器。ナノマシンを入れた注射器を地面の土に注入することで土の成分を分解し、ホムンクルスが生成される。また、姿形も変形可能である。
エリキシル
クリスチャン・ローゼンクロイツとシゴーニュ・ラスパイユが飲んでいる不老長寿の妙薬。ローゼンクロイツの師匠であるパラケルススが作り上げた妙薬。その効果は、体の遺伝子にテロメラーゼ活性を引き起こす万能薬。但し、老人が飲むと体が薬の副作用により、急激な老化で死んでしまう劇薬でもある。しかし、エリキシルによる不老不死は完全ではない、体の寿命を伸ばしても500年以上が限界である。
プリムム・モビーレ
クレイン・バーンシュタイクが1916年に打ち上げた有人人工衛星。本来はロケットであるが人工知能アビゴールにより資材が集められ現在の城の姿に作り替えられた。現代兵器や電化製品を無効化する強力な電磁パルスや、街を破壊できるほどのエネルギー兵器を搭載している要塞である。パタPiにより送られた脳波を感知してディーヴァを転送する役目を持っている。
メタトロン
クレイン・バーンシュタイクを指す隠語。クレインが宇宙に行った際に使われた搭乗者のコードネームからきている。

## スタッフ
テレビシリーズ
- 企画・原作 - KA・NON
- 監督 - ふじもとよしたか
- ベースプランニング - 山口宏
- メインライター - 長谷川勝己
- プランニング協力 - 小黒祐一郎
- キャラクターデザイン原作・ビジュアルディレクター - ことぶきつかさ
- アニメーション用キャラクターデザイン - きしもとせいじ
- アニメーションデザインワークス - 阿部宗孝
- SF設定 - 堺三保
- 美術監督 - 宮前光春
- 色彩設定 - 中野倫明
- 撮影監督 - 小西一廣
- 編集 - 田熊純
- 音響監督 - 田中英行
- 音楽 - 光宗信吉
- 制作プロデューサー - 石坂透
- プロデューサー - 源生哲雄、加藤博
- 制作協力 - ガンジス
- 製作 - TBS、葦プロダクション

劇場版
- 企画・原作 - KA・NON
- 製作 - 石川光久、大月俊倫
- 監督・絵コンテ - 桜井弘明
- 脚本 - 長谷川勝己
- ベースプランニング・脚本協力 - 山口宏
- 演出 - 音地正行、中津環
- SF設定 - 堺三保
- コミック原作・キャラクター原案・ビジュアルディレクター - ことぶきつかさ
- キャラクターデザイン・作画監督 - 山川吉樹
- 美術監督 - 吉原俊一郎
- 色彩設定 - 志甫聡子
- 撮影監督 - 森下成一
- 編集 - 松村正宏
- 音響監督 - 田中英行
- 音楽 - 光宗信吉
- プロデューサー - 西沢正智、森山敦
- アニメーション制作 - Production I.G
- 制作協力 - ガンジス
- 配給 - 東映
- 製作 - アキハバラ電脳組製作委員会（講談社、セガ・エンタープライゼス、ムービック、キングレコード）

## 主題歌
テレビシリーズ
オープニングテーマ「Birth」（1話 - 25話）
作詞・歌 - 奥井雅美 / 作曲 - 奥井雅美、矢吹俊郎 / 編曲 - 矢吹俊郎
エンディングテーマ
「太陽の花」（1話 - 19話、21話 - 25話）
作詞・作曲・歌 - 奥井雅美 / 編曲 - 矢吹俊郎
- 「太陽の花」は通常版（1 - 8話、10 - 13話、17・18話、21 - 25話）のほか、Latin Jazz version（9話、15・16話）とClassic version（14話・19話）の3タイプが使われた。なお、通常版は25話において挿入曲、Classic versionは最終回においてオープニング曲として使用された。

「シンシア・愛する人」（第20話のみ）
作詞・作曲・歌 - 岡崎律子 / 編曲 - 光宗信吉
- 「シンシア・愛する人」は第11話で挿入曲として使用。また最終回のエンディングには「Birth -Epilogue.ver.-」が使われた。

挿入歌
「恋しましょ ねばりましょ」
作詞 - 奥井雅美 / 作曲・編曲 - 矢吹俊郎 / 歌 - 代官山はとこ（かかずゆみ）
「朱-AKA-」
作詞・歌 - 奥井雅美 / 作曲・編曲 - 矢吹俊郎

劇場版
主題歌「HOT SPICE」
作詞・歌 - 奥井雅美 / 作曲・編曲 - 矢吹俊郎
- 「HOT SPICE」は挿入曲にも使用。ただし「〜はとぴょんバージョン〜」として使われている。歌は代官山はとこ（かかずゆみ）。

挿入歌「ラストシーン」
作詞・歌 - 奥井雅美 / 作曲・編曲 - 矢吹俊郎
イメージソング「labyrinth」
作詞・歌 - 奥井雅美 / 作曲・編曲 - 矢吹俊郎

## 各話リスト
| 話数 | サブタイトル     | 脚本           | 絵コンテ                | 演出              | 作画監督                                              | 放送日        |
| ---- | ---------------- | -------------- | ----------------------- | ----------------- | ----------------------------------------------------- | ------------- |
| 1    | ディーヴァ       | 長谷川勝己     | ふじもとよしたか        | 山口美浩          | 伊達巻                                                | 1998年 4月4日 |
| 2    | 黒い流星         | 長谷川勝己     | ふじもとよしたか        | 畠山茂樹          | 高橋勇治                                              | 4月11日       |
| 3    | ホムンクルス     | あみやまさはる | ふじもとよしたか        | 小川浩司          | 伊達巻                                                | 4月18日       |
| 4    | デスクロウ       | 三井秀樹       | 桜井弘明                | 高橋亨            | 川嶋恵子                                              | 4月25日       |
| 5    | コカトリス       | 山口宏         | ふじもとよしたか        | 山崎茂            | 高瀬言                                                | 5月2日        |
| 6    | 白い王子         | 植竹須美男     | 加瀬充子                | 山口美浩          | 岡辰也                                                | 5月9日        |
| 7    | ビリケン         | 長谷川勝己     | ふじもとよしたか        | 畠山茂樹          | 原巻                                                  | 5月16日       |
| 8    | 五人目…          | 荒川稔久       | 桜井弘明                | 高橋亨            | 川嶋恵子                                              | 5月23日       |
| 9    | 温泉             | あみやまさはる | 加瀬充子                | 山崎茂            | 高瀬言                                                | 5月30日       |
| 10   | 決戦アキハバラ   | 植竹須美男     | 信天翁・経堂            | 畠山茂樹          | 八巻 阿部宗孝（メカ）                                 | 6月6日        |
| 11   | 赤い靴           | 三井秀樹       | 安藤健 ふじもとよしたか | 山内富夫          | クレジットなし（オンエア版） 中森良治（リテイク版）   | 6月13日       |
| 12   | 黒いディーヴァ   | 山口宏         | 青木哲郎                | 早川ケンイチ      | 竹内昭                                                | 6月20日       |
| 13   | つばめ           | 長谷川勝己     | ふじもとよしたか        | 畠山茂樹          | 春巻                                                  | 6月27日       |
| 14   | 去りにし日々の光 | 堺三保         | 青木哲郎                | 山内富夫          | 高瀬言                                                | 7月4日        |
| 15   | 砂の城           | 高山治郎       | 毛利和昭                | 毛利和昭          | 牛島勇二                                              | 7月11日       |
| 16   | アニマ・ムンディ | 山口宏         | 桜井弘明                | 高橋亨            | 川嶋恵子                                              | 7月18日       |
| 17   | 新生             | 三井秀樹       | 奥田誠治                | 山内富夫          | 上條修（オンエア版） 中森良治、高橋勇治（リテイク版） | 7月25日       |
| 18   | 奈落             | あみやまさはる | 加瀬充子                | 畠山茂樹          | 中森良治                                              | 8月1日        |
| 19   | 仮面             | 高山治郎       | 山口直樹                | 山内富夫          | 山波正太                                              | 8月8日        |
| 20   | 羽ひらくとき     | 長谷川勝己     | 高橋亨                  | 高橋亨            | 川嶋恵子                                              | 8月15日       |
| 21   | 召還             | 植竹須美男     | 青木哲郎                | 畠山茂樹          | 高瀬言 阿部宗孝（メカ）                               | 8月22日       |
| 22   | 今ひとたびの幻   | 堺三保         | 毛利和昭                | 毛利和昭          | 牛島勇二                                              | 8月29日       |
| 23   | 祭壇都市         | 山口宏         | 加戸誉夫                | 加戸誉夫          | 中森良治 竹内昭                                       | 9月5日        |
| 24   | 失楽園           | あみやまさはる | 桜井弘明                | 高橋亨            | 川嶋恵子                                              | 9月12日       |
| 25   | 旅立ち           | 長谷川勝己     | 佐伯昭志 鶴巻和哉       | 畠山茂樹 藤本義孝 | 中森良治                                              | 9月19日       |
| 26   | Birth            | 長谷川勝己     | ふじもとよしたか        | 畠山茂樹 藤本義孝 | 後藤圭二 門之園恵美                                   | 9月26日       |

## 放送局
毎日放送では、当時の放送局では唯一深夜（土曜深夜）に放送されていたが、この作品の漫画を掲載していた雑誌『なかよし』には、実際の日付に従った「日曜日 午前2:40 - 3:10」と表現されていた（なお2000年代以降に同誌で深夜放送のアニメを案内する際は、全て前日の深夜という形で表現されている）。
毎日放送、キッズステーション、BS-TBSを除く遅れネット局の放送時間は1998年8月時点のものを記載する。
| 放送局             | 放送期間                    | 放送日時                     |
| ------------------ | --------------------------- | ---------------------------- |
| 東京放送（製作局） | 1998年4月4日 - 9月26日      | 土曜 17:00 - 17:30           |
| 北海道放送         | 1998年4月4日 - 9月26日      | 土曜 17:00 - 17:30           |
| 中部日本放送       | 1998年4月11日 - 10月3日     | 土曜 16:30 - 17:00           |
| 毎日放送           | 1998年4月5日 - 10月11日     | 日曜 2:40 - 3:10（土曜深夜） |
| RKB毎日放送        | 1998年5月2日 - 10月31日     | 土曜 7:00 - 7:30             |
| チューリップテレビ | 1999年5月6日 - 10月28日     | 水曜 16:27 - 16:57           |
| 山陰放送           | 1998年8月17日 - 1999年2月   | 月曜 16:00 - 16:30           |
| IBC岩手放送        | 1998年8月 - 1999年1月       | 金曜 5:30 - 6:00             |
| 琉球放送           | 1998年8月 - 1999年1月       | 日曜 6:00 - 6:30             |
| キッズステーション | 1999年7月6日 - 2000年1月1日 | -                            |
| BS-i               | 2001年9月1日 - 11月24日     | -                            |

## メディア展開

### 書籍
コミック
『アキハバラ電脳組 パタPi!』ことぶきつかさ・画、講談社「なかよし」連載、KCなかよしDX ISBN 4-06-333961-0
小説
『アキハバラ電脳組 つばめ初体験!? クラブ活動戦闘中』大河内一楼・著、ソニー・マガジンズ文庫 ISBN 4-7897-1423-3
『アキハバラ電脳組 2011年の夏休み』長谷川勝己・著、角川スニーカー文庫 ISBN 4-04-433701-2
ムック
『アキハバラ電脳組 TV/MOVIE OFFICIAL MOOK』 ソニー・マガジンズ ISBN 4-7897-9260-9
攻略本
『ドリームキャスト必勝法スペシャル アキハバラ電脳組パタPies!』 ケイブンシャ ISBN 4-7669-3290-0

### ゲーム
- 『アキハバラ電脳組パタPies!』セガ・エンタープライゼス、ドリームキャスト用ゲームソフト。
  - ファミ通クロスレビューでは6、6、7、5の24点[9]。レビュアーはパタPiがキャラ立ちしていることを始め3Dキャラクターたちが個性的で可愛くイベントを早く見たくなるとした一方で1回プレイしたけでやめるほどではないが攻略は難しい、ミニゲームが一種類しかなくタイミングに合わせてボタンを押すだけで単調、目的を達成する意欲が高まらないとした[9]。

### CD
オリジナルサウンドトラック
- Rebis - C.T.i.A/O.S.T
- Azoth - C.T.i.A/O.S.T
- CYBER TEAM THE MOVIE 〜2011年の夏休み〜

企画
- Rubification - C.T.i.A/C.I.S
- Birth - C.T.i.A/T.H.S
- Monument - C.T.i.A/H&H
- スタまにシリーズ アキハバラ電脳組

ラジオドラマ収録
アニメ放送前の物。パタPi役の声優のほか、設定も微妙に違う。
- アキハバラ電脳組 FIRST ANNIVERSARY
- アキハバラ電脳組 SECOND ANNIVERSARY
  - デンスケ - 大谷育江
  - フランチェスカ - 渡辺久美子
  - テツ - 渕崎ゆり子

アニメ本編と劇場版の間の物語
- アキハバラ電脳組 Dennohgumi-2010・夏
- アキハバラ電脳組 Dennohgumi-2010・秋
- アキハバラ電脳組 Dennohgumi-2011・春

### VHS
- アキハバラ電脳組 VOL..1
- アキハバラ電脳組 VOL..2
- アキハバラ電脳組 VOL..3
- アキハバラ電脳組 VOL..4
- アキハバラ電脳組 VOL..5
- アキハバラ電脳組 VOL..6
- アキハバラ電脳組 VOL..7
- アキハバラ電脳組 2011年の夏休み

### LD
- アキハバラ電脳組 VOL..1
- アキハバラ電脳組 VOL..2
- アキハバラ電脳組 VOL..3
- アキハバラ電脳組 VOL..4
- アキハバラ電脳組 VOL..5
- アキハバラ電脳組 VOL..6
- アキハバラ電脳組 VOL..7

### DVD
- アキハバラ電脳組 Pata-Pi1
- アキハバラ電脳組 Pata-Pi2
- アキハバラ電脳組 Pata-Pi3
- アキハバラ電脳組 Pata-Pi4
- アキハバラ電脳組 Pata-Pi5
- アキハバラ電脳組 Pata-Pi6
- アキハバラ電脳組 2011年の夏休み

### BD-BOX
- アキハバラ電脳組 Blu-ray BOX
  - 初回限定生産で、2017年1月25日発売。
  - アニメ全26話、劇場版、各種映像特典が収録されており、また48Pブックレットなどが封入されている。

### パソコンソフト
- アキハバラでんのうばこ いち 〜手作りキットでおもてなし!!〜
- アキハバラでんのうばこ にぃ 〜さいばぁシティへいらっしゃい!!〜
- アキハバラでんのうばこ さん 〜ビリビリ祭りでわっしょい!!〜